# Cyrtopodion
Cyrtopodion Fitzinger, 1834 è un genere di piccoli sauri della famiglia dei Gekkonidi, diffusi in Asia.
Il nome deriva dal greco κνρτοσ (curvo) e ποδοσ (piedi), e significa dai piedi curvi).

## Descrizione
La maggior parte di queste specie presenta una livrea con colorazioni che vanno dal beige al grigio o bruno, a volte con bande trasversali.

## Biologia
Si nutrono di insetti.

## Tassonomia
Il genere Cyrtopodion comprende le seguenti 26 specie:
- Cyrtopodion agamuroides (Nikolsky, 1900)
- Cyrtopodion baigii Masroor, 2008
- Cyrtopodion battalense (Khan, 1993)
- Cyrtopodion belaense Nazarov, Ananjeva & Papenfuss, 2011
- Cyrtopodion brevipes (Blanford, 1874)
- Cyrtopodion dattanense (Khan, 1980)
- Cyrtopodion fortmunroi (Khan, 1993)
- Cyrtopodion gastrophole (Werner, 1917)
- Cyrtopodion golubevi Nazarov, Ananjeva & Rajabizadeh, 2010
- Cyrtopodion himalayanum (Duda & Sahi, 1978)
- Cyrtopodion hormozganum Nazarov, Bondarenko & Radjabizadeh, 2012
- Cyrtopodion indusoani (Khan, 1988)
- Cyrtopodion kachhense (Stoliczka, 1872)
- Cyrtopodion kiabii Ahmadzadeh, Flecks, Torki & Böhme, 2011
- Cyrtopodion kirmanense (Nikolsky, 1900)
- Cyrtopodion kohsulaimanai (Khan, 1991)
- Cyrtopodion lawderanum (Stoliczka, 1871)
- Cyrtopodion medogense (Zhao & Li, 1987)
- Cyrtopodion montiumsalsorum (Annandale, 1913)
- Cyrtopodion persepolense Nazarov, Ananjeva & Rajabizadeh, 2010
- Cyrtopodion potoharense Khan, 2001
- Cyrtopodion rhodocauda (Baig, 1998)
- Cyrtopodion rohtasfortai (Khan & Tasnim, 1990)
- Cyrtopodion scabrum (Heyden, 1827) - geco carenato
- Cyrtopodion sistanense Nazarov & Rajabizadeh, 2007
- Cyrtopodion watsoni (Murray, 1892)

### Specie rinominate
Le seguenti specie, in passato attribuite al genere Cyrtopodion, sono attualmente attribuite ad altri generi:
- Cyrtopodion amictopholis (Hoofien, 1967) = Mediodactylus amictopholis (Hoofien, 1967)
- Cyrtopodion baturensis (Khan & Baig, 1992) = Altiphylax baturensis (Khan & Baig, 1992)
- Cyrtopodion caspius (Eichwald, 1831) = Tenuidactylus caspius (Eichwald, 1831)
- Cyrtopodion chitralensis Smith, 1935 = Mediodactylus walli Ingoldby, 1922)
- Cyrtopodion elongatus (Blanford, 1875) = Tenuidactylus elongatus (Blanford, 1875)
- Cyrtopodion fasciolatus Blyth, 1861 = Cyrtodactylus fasciolatum (Blyth, 1861)
- Cyrtopodion fedtschenkoi (Strauch, 1887) = Tenuidactylus fedtschenkoi (Strauch, 1887)
- Cyrtopodion heterocercus (Blanford, 1874) = Mediodactylus heterocercus (Blanford, 1874)
- Cyrtopodion kotschyi (Steindachner, 1870) = Mediodactylus kotschyi (Steindachner, 1870)
- Cyrtopodion longipes (Nikolsky, 1896) = Tenuidactylus longipes (Nikolsky, 1896)
- Cyrtopodion mintoni (Golubev & Szczerbak, 1981) = Altiphylax mintoni (Golubev & Szczerbak, 1981)
- Cyrtopodion narynensis Jerjomtschenko, Zarinenko & Panfilow, 1999 = Mediodactylus narynensis Jerjomtschenko, Zarinenko & Panfilow, 1999
- Cyrtopodion russowii (Strauch, 1887) = Mediodactylus russowii (Strauch, 1887)
- Cyrtopodion sagittifer (Nikolsky, 1900) = Mediodactylus sagittifer (Nikolsky, 1900)
- Cyrtopodion spinicaudus (Strauch, 1887) =Mediodactylus spinicauda (Strauch, 1887)
- Cyrtopodion turcmenicus (Shcherbak, 1978) = Tenuidactylus turcmenicus (Shcherbak, 1978)
- Cyrtopodion voraginosus Leviton & Anderson, 1984 = Tenuidactylus voraginosus (Leviton & Anderson, 1984)